# 唐·布拉格
唐·布拉格（英語：Don Bragg，1935年5月15日—2019年2月16日），美国男子田径运动员，主攻撑杆跳高。他曾代表美国参加1960年夏季奥林匹克运动会田径比赛，获得男子撑杆跳高金牌。